# Ruslana Taran
Ruslana Olexivna Taran –en ucraniano, Руслана Олексіївна Таран– (Eupatoria, URSS, 27 de octubre de 1970) es una deportista ucraniana que compitió en vela en las clases 470 e Yngling. 
Participó en tres Juegos Olímpicos de Verano, obteniendo tres medallas, bronce en Atlanta 1996 (clase 470 junto con Olena Pajolchyk), bronce en Sídney 2000 (clase 470 con Olena Pajolchyk) y plata en Atenas 2004 (clase Yngling con Hanna Kalinina y Svitlana Matevusheva).
Ganó cuatro medallas en el Campeonato Mundial de 470 entre los años 1995 y 1999, y seis medallas de oro en el Campeonato Europeo de 470 entre los años 1993 y 1999. Además, obtuvo una medalla de bronce en el Campeonato Europeo de Yngling de 2004.
En 1997 fue nombrado Regatista Mundial del Año por la Federación Internacional de Vela junto con su compañera de la clase 470, Olena Pajolchyk.

## Palmarés internacional
| Juegos Olímpicos   | Juegos Olímpicos          | Juegos Olímpicos  | Juegos Olímpicos |
| Año                | Lugar                     | Medalla           | Clase            |
| ------------------ | ------------------------- | ----------------- | ---------------- |
| 1996               | Atlanta (Estados Unidos)  | Medalla de bronce | 470              |
| 2000               | Sídney (Australia)        | Medalla de bronce | 470              |
| Campeonato Mundial |                           |                   |                  |
| Año                | Lugar                     | Medalla           | Clase            |
| 1995               | Toronto (Canadá)          | Medalla de plata  | 470              |
| 1997               | Tel Aviv (Israel)         | Medalla de oro    | 470              |
| 1998               | El Arenal (España)        | Medalla de oro    | 470              |
| 1999               | Melbourne (Australia)     | Medalla de oro    | 470              |
| Campeonato Europeo |                           |                   |                  |
| Año                | Lugar                     | Medalla           | Clase            |
| 1993               | Breitenbrunn (Austria)    | Medalla de oro    | 470              |
| 1995               | Båstad (Suecia)           | Medalla de oro    | 470              |
| 1996               | Isla Haying (Reino Unido) | Medalla de oro    | 470              |
| 1997               | Nieuwpoort (Bélgica)      | Medalla de oro    | 470              |
| 1998               | Çeşme (Turquía)           | Medalla de oro    | 470              |
| 1999               | Zadar (Croacia)           | Medalla de oro    | 470              |

| Juegos Olímpicos   | Juegos Olímpicos        | Juegos Olímpicos  | Juegos Olímpicos |
| Año                | Lugar                   | Medalla           | Clase            |
| ------------------ | ----------------------- | ----------------- | ---------------- |
| 2004               | Atenas (Ucrania)        | Medalla de plata  | Yngling          |
| Campeonato Europeo |                         |                   |                  |
| Año                | Lugar                   | Medalla           | Clase            |
| 2004               | Stavoren (Países Bajos) | Medalla de bronce | Yngling          |